# Belagerung von Galway (1651/1652)
Die Belagerung von Galway (englisch Siege of Galway, irisch Léigear Chathair na Gaillimhe) fand von August 1651 bis Mai 1652 während der Rückeroberung Irlands (1649–1653) durch die Engländer zunächst unter Oliver Cromwell statt. Galway, eine Hafenstadt in West-Irland, war die letzte Stadt, die von irischen Truppen kontrolliert wurde. Der Fall der Stadt beendete den kontrollierten Widerstand gegen die parlamentarischen Truppen.
Die parlamentarische Armee wurde von Charles Coote kommandiert, einem englischen Siedler, der während der irischen Konföderationskriege bereits Truppen in Ulster geführt hatte. Er hatte eine Stärke zwischen 6.000 und 7.000 Mann. Die irische Garnison in Galway stand unter dem Kommando von Thomas Preston und war eine „Ansammlung“ verschiedener Truppenteile aus dem ganzen Land, insbesondere Truppen, die nach dem Verlust der Stadt Waterford nach Galway gelangten.
Galway war in den 1640er Jahren durch moderne Verteidigungsanlagen gesichert und die Galway Bay sowie der Corrib und der Lough Atallia machten es Angreifern schwer, die Stadt anzugreifen. Lediglich ein kleines Gebiet im Norden bot die Möglichkeit für einen Frontalangriff, der allerdings leicht von der Stadt aus unter Feuer genommen werden konnte. Coote war dies bewusst, und so entschied er sich im August 1651, die Stadt zu belagern. Er blockierte den Landweg und stationierte eine parlamentarische Flotte in der Galway Bay, um Nachschublieferungen oder Verstärkungen auf dem Seeweg zu unterbinden. Im Westen blieb die Stadt offen, wo der irische General Richard Farrell mit 3.000 Soldaten in Connemara stationiert war.
Im November 1651, nach dem Fall von Limerick, wurde die Eroberung Galways zur Aufgabe von Henry Ireton, dem Oberbefehlshaber der parlamentarischen Truppen in Irland. Er entsandte weitere Truppen nach Galway und verstärkte die Blockade. Doch erst nach weiteren sieben Monaten kapitulierte die Stadt.
Ulick Burke, zu dieser Zeit Oberkommandant der irischen Truppen, versuchte noch bei Jamestown (County Leitrim) eine Armee aufzustellen, um die Belagerung aufzubrechen, doch nur wenige Truppen folgten seinem Aufruf. Im März 1652 begannen die Kapitulationsverhandlungen, denen Thomas Preston am 12. Mai 1652 zustimmen musste, da Nahrungsmittelknappheit und ein Ausbruch der Beulenpest eine weitere Verteidigung unmöglich machte. Auch Coote stimmte zu und so konnte Preston mit einem Großteil seiner Truppen Irland verlassen, um in die spanische Armee einzutreten. Es gab keine Gräueltaten an der Zivilbevölkerung und auch der Privatbesitz wurde respektiert – mit Ausnahme der katholischen Händler, die als die Stämme von Galway bekannt waren und enteignet wurden.